# Glaucocharis interruptus
Glaucocharis interruptus là một loài bướm đêm trong họ Crambidae.